# Кыхалов, Яков Платонович
Яков Платонович Кыхалов — советский хозяйственный, государственный и политический деятель, Герой Социалистического Труда.

## Биография
Родился в 1918 году в селе Краснояриха. Член КПСС.
С 1932 года — на хозяйственной, общественной и политической работе. В 1932—1978 гг. — зоотехник зоотехнического отдела в Благовещенском районе Алтайского края, красноармеец, участник Великой Отечественной войны, командир сапёрного взвода 510-го стрелкового полка, командир взвода разведки, начальник химической службы 1020-го стрелкового полка, начальник химслужбы 189-го гвардейского артиллерийского полка 10-й гвардейской армии, зоотехник в хозяйстве «Наркомсовхозов» Большеглушицкого района, главный зоотехник в совхозе «Коммунар» Елховского района Куйбышевской области, главный зоотехник совхоза «Черновский» Волжского района Куйбышевской области.
Указом Президиума Верховного Совета СССР от 10 марта 1976 года присвоено звание Героя Социалистического Труда с вручением ордена Ленина и золотой медали «Серп и Молот».
Умер в Черновском в 1993 году.